# Kinga Göncz

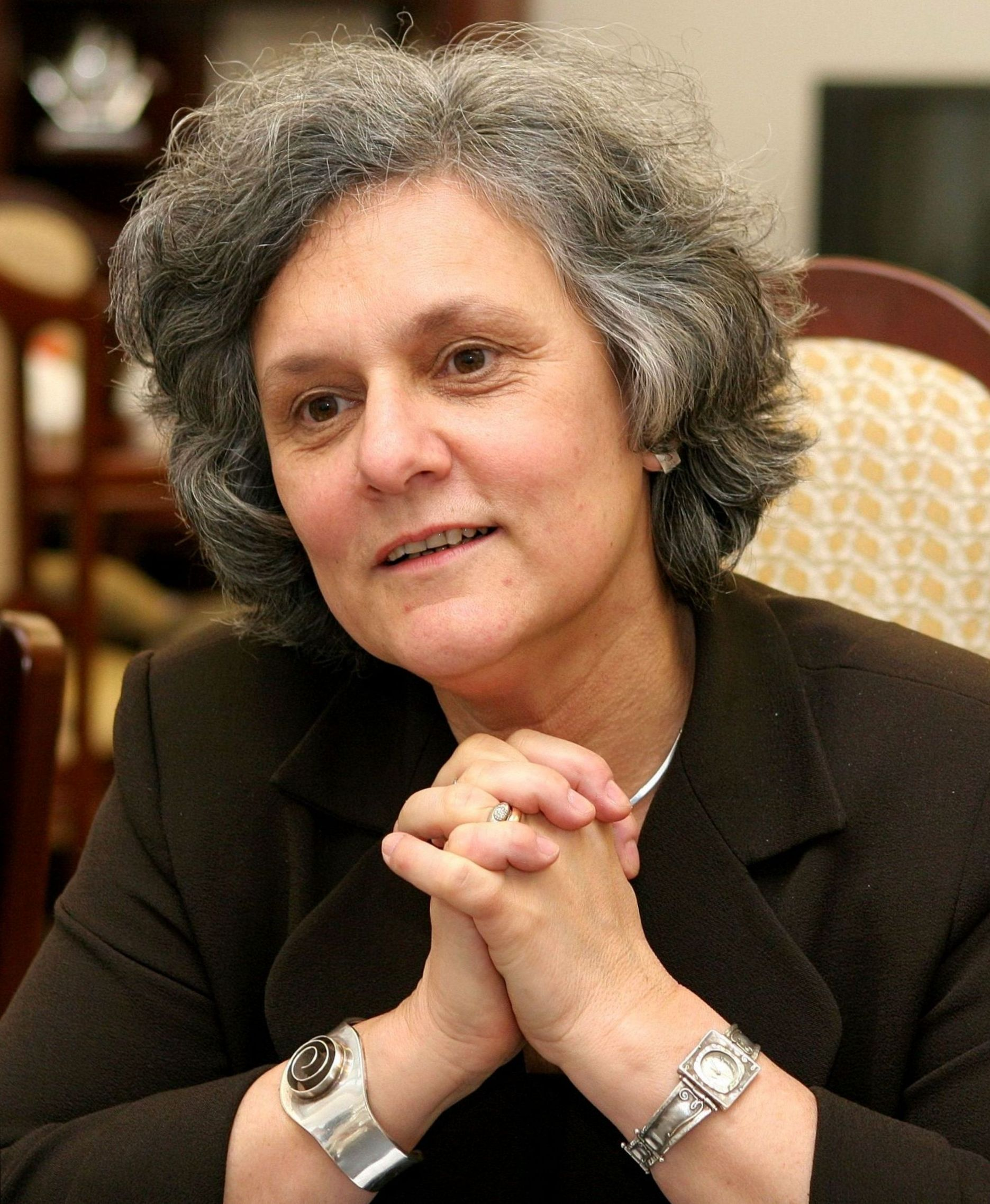
Kinga Göncz (2007)

Kinga Göncz (* 8. November 1947 in Budapest) ist eine ungarische Politikerin. Vom 6. September 2006 bis zum 20. April 2009 war sie ungarische Außenministerin. In der neuen Regierung unter Gordon Bajnai wurde sie am 20. April 2009 von Péter Balázs als Außenministerin abgelöst.
Bei den Wahlen zum Europaparlament im Juni 2009 hat sie auf Platz 1 der Wahlliste der Sozialistischen Partei MSZP kandidiert und wurde in das Europaparlament gewählt. 
Kinga Göncz ist die Tochter des ehemaligen ungarischen Staatspräsidenten Árpád Göncz.

## Leben
Göncz ist Ärztin und Psychotherapeutin. Sie schloss 1972 ihr Studium an der Semmelweis-Universität für Medizin in Budapest mit der Promotion ab und arbeitete bis 1978 als Psychiaterin, anschließend beim Nationalen Medizinischen Institut. 1978 absolvierte sie ihr Fachexamen in Psychiatrie, 1982 in Psychoanalyse. An der Ausarbeitung des ersten sozialpolitischen Erziehungsprogramms Ungarns war sie maßgeblich beteiligt. 
1989 wurde sie Juniorprofessorin beim Institut für Sozialwissenschaften der Loránd-Eötvös-Universität Budapest. Seit 1990 führte sie eine psychotherapeutische Praxis. Von 1994 bis 2002 leitete sie das Institut „Partners Hungary“, eine US-amerikanische Organisation, die sich mit Konfliktmanagement befasst.
2002 wurde sie zur Politischen Staatssekretärin im Ministerium für Gesundheit, Soziales und Familie berufen. Am 15. Juni 1994 wurde sie zur Ministerin ohne Geschäftsbereich, jedoch mit Zuständigkeit für Minderheiten und Gleichberechtigung, ernannt, ab 9. Oktober mit dem vollen Titel „Ministerin für Jugend, Familie, Soziales und Gleichberechtigung“. Nach einer Kabinettsreform wurde sie am 6. September 2006 zur Außenministerin ernannt. Dieses Amt hatte sie bis April 2009, bis zum Amtsantritt der neuen Regierung unter Gordon Bajnai, inne.
Göncz spricht fließend Englisch und Deutsch. Seit ihrer Ernennung zur Außenministerin belegt sie regelmäßig einen der ersten Plätze in den Beliebtheitsumfragen der Meinungsforschungsinstitute und wurde auch gelegentlich als potenzielle Kandidatin für die Nachfolge des zurückgetretenen Ministerpräsidenten Gyurcsány genannt. Allerdings ist sie kein Mitglied der seit Juli 2008 alleinregierenden Sozialistischen Partei (MSZP), wohl aber von dieser delegiert.
Kinga Göncz ist verheiratet und Mutter zweier erwachsener Kinder sowie Großmutter eines Jungen.

## Tätigkeiten als EU-Parlamentarierin
Als Mitglied in der Fraktion der Progressiven Allianz der Sozialisten & Demokraten im Europäischen Parlament ist Göncz Stellvertretende Vorsitzende im Ausschuss für bürgerliche Freiheiten, Justiz und Inneres.
Sie ist Mitglied in der Delegation für die Beziehungen zu Albanien, Bosnien und Herzegowina, Serbien, Montenegro sowie Kosovo.
Als Stellvertreterin ist Göncz im Ausschuss für Beschäftigung und soziale Angelegenheiten, im Petitionsausschuss und in der Delegation für die Beziehungen zu den Ländern Südostasiens und der Vereinigung südostasiatischer Staaten (ASEAN).